# 대식세포

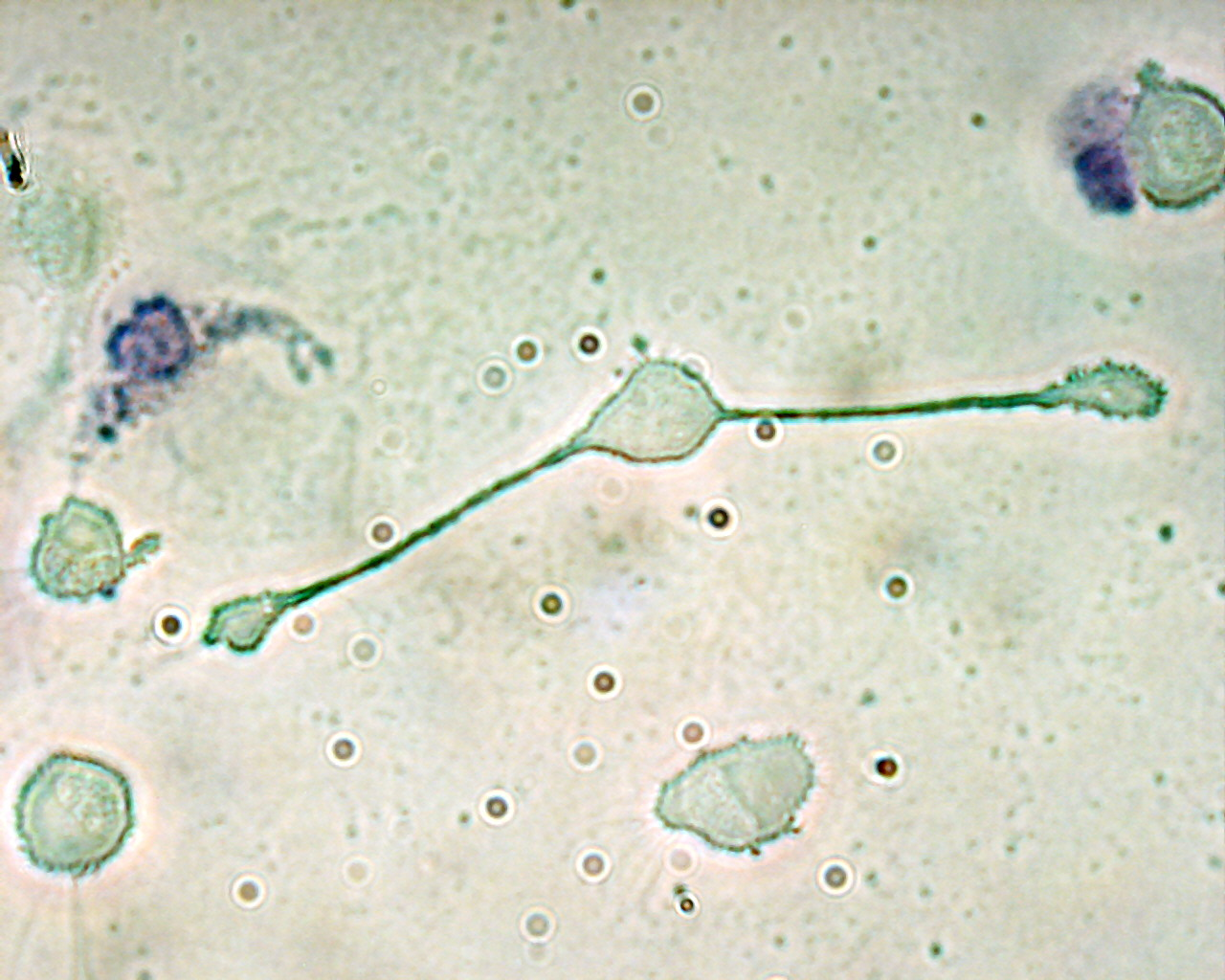
쥐의 대식세포

대식세포(大食細胞, 영어: Macrophage; Mφ, MΦ 또는 MP로 약칭) 또는 탐식세포(貪食細胞)는 선천 면역을 담당하는 주요한 세포이다. 온 몸에 정착성으로 있는 것이 대부분이나 일부는 혈액 내에서 단핵구의 형태로 존재한다. 이 단핵구는 수지상 세포나 대식세포로 분화할 수 있다. 대식세포는 세포 조직이나 이물질, 미생물, 암세포 등 건강한 몸에 존재하는 단백질이 아닌 것을 흡수하고 소화시키는 식세포 작용을 하는 백혈구의 한 유형이다.
대부분의 대식세포는 정착성으로 대표적으로 먼지세포, 미세 아교 세포, 쿠퍼 세포, 랑게르한스 세포 등이 있으며 몸 전체에 분포한다. 이들은 항원이 침입하면 섭식하거나 독소를 분비하여 파괴할 수 있다. 아메바처럼 운동하며, 잠재적 병원체를 순찰한다. 항원을 제거하며 림프구에 항원을 전달하여 면역반응을 일으킨다. 혈중에 있는 단핵구는 적이 상처로 침입하면 호중구와 같이 혈관 밖으로 나가 대식세포로 분화되어, 박테리아를 제거한다. 인간 면역계에서 대식세포가 장애를 일으키면 빈번한 감염을 초래하는 만성 질환을 앓게 되는 것이다.
또한 대식세포는 체내 여러 곳을 이동하며 식작용을 하는 유리형(Free form)과 지정된 장기에 고정되어 식작용을 하는 고착형(Fixed form)으로 구분된다. 고착형 대식세포는 간의 쿠퍼세포(Kupffer cell), 폐포의 대식세포, 결합조직의 조직구(Histiocyte), 뇌의 미세아교세포(Microglia) 등이 있다.
하지만 이들 대식세포는 CD4 단백질이 있어 HIV에 감염되는 숙주 세포이기도 하다. 숙주가 된 대식세포는 몸 전체에 HIV를 운반하게 되며, 이것은 HIV 보균자가 되는 원인중 하나이다. 이들은 HIV를 뿜어내다가 결국 바이러스성 괴사한다.
대식세포는 몸에 염증을 유발하거나 가라 앉힐 수도 있다. 몸에 염증이 증가되거나 면역계가 자극이 되면, 해당 부분에 작동해서 염증을 가라 앉히기도 하며, 사이토카인을 방출하여 면역 반응을 감소시킬 수 있다. 염증을 유발하는 대식세포를 M1 대식세포라고 하며, 염증을 줄이고 조직 복구를 촉진하는 대식세포를 M2 대식세포라고 한다.
대식세포는 1884년 러시아 동물학자 엘리 메치니코프(Élie Metchnikoff)에 의해 처음으로 발견되었다.

## 대식세포의 구조

### 종류

대식세포 모형도

대부분의 대식세포는 미생물의 침입이나 이물질의 축적이 일어날 수 있는 전략적인 지점에 위치한다. 이런 세포들이 그룹을 구성하여 단핵 식세포 시스템을 구성하여 작동한다. 위치에 따라 결정되는 각 유형의 대식세포는 다음과 같은 이름을 갖는다.
| 세포 명                            | 세포 위치   |
| 지방 조직 대식세포                 | 지방 조직   |
| 단핵구                             | 골수 / 혈액 |
| 쿠퍼 세포(Kuffer cell)             | 간          |
| 부비동 조직구                      | 림프절      |
| 폐포대식세포(먼지세포)             | 폐의 폐포   |
| 거대 세포로 이어지는 조직 대식세포 | 결합조직    |
| 미세 아교 세포                     | 중앙 신경계 |
| 호프 바우어 세포                   | 태반        |
| 사구체 간세포                      | 신장        |
| 파골세포                           | 뼈          |
| 상피세포                           | 육아종      |
| 적색 수질 대식세포                 | 적색 수질   |
| 복막 대식세포                      | 복막강      |
| LysoMac                            | 페이에르판  |

## 같이 보기
- 수지상 세포
- 아메바
- 섬모
- 림프구
- 과립구
- 자율신경계
- 부교감신경계
- 분리작용
- T세포
- B세포
- 항원
- 골수
- 흡수
- 조혈모세포
- 선조세포
- 가슴 샘
- 분화
- 항체
- 사이토카인
- 선천면역
- 파이토케미컬
- 항상성
- 면역
- 안토시아닌
- 항산화작용